# Marc Antoni de Dominis
Marc Antoni de Dominis, en croat Marko Gospodnetić (illa de Rab, 1560 - Roma, 1624) va ser un jesuïta, bisbe, teòleg, matemàtic i filòsof croat, considerat com un dels més notables científics de la seva època. La inquisició va declarar-lo herètic i va ser empresonat al Castell de Sant'Angelo on hauria mort per causa natural.
Va ser bisbe de Gospić-Senj i arquebisbe de Split. És conegut, entre d'altres per la seva dita «In necessariis unitas, in non necessariis libertas, in utrisque caritas». En la seva obra Tractatus de radiis visus et lucis in vitris, perspectivis et iride (1611) va ser, segons Isaac Newton, el primer a desenvolupar una teoria sobre l'origen de l'arc de Sant Martí, tot i que altres atribueixen aquesta descoberta a René Descartes.

## Obres
- Tractatus de radiis visus et lucis in vitris, perspectivis et iride (1611)
- Scogli del Cristiano naufragio
- Consilium Profectioni (Londres, 1616)
- De Republicâ Ecclesiasticâ contra Primatum Papæ (1617, 1620)
- Sui Reditus ex Anglii Consiliu (París, 1623)